# Raptr
Raptr var en webbsida, ett socialt medium och ett datorprogram som riktade sig till personer som spelar datorspel. Datorprogrammet samlade in information om vilka spel som körs på datorn, hur länge de spelas och vilka prestationer som spelaren uppnår. Dessa skickade sedan till webbplatsen där andra spelare kund följa statistik på sina vänner. Webbplatsen lanserades den 3 september 2008 och lades ner 30 september 2017.